# Critical Inquiry
Critical Inquiry é um periódico de humanidades revisado por pares, publicado pela University of Chicago Press. É considerado um dos principais jornais estadunidense de estudos literários, particularmente no campo da teoria crítica.

## Histórico
O periódico foi fundado em 1974 por Wayne Booth e Sheldon Sacks, e correntemente é editado por W. J. T. Mitchell e tem sido o palco de importantes debates dentro dos estudos literários. Foi ali que Stanley Fish publicou seu artigo "Interpreting the Variorum", no qual propôs a ideia das comunidades interpretativas, além de ter sido onde M. H. Abrams e J. Hillis Miller mantiveram um conhecido debate sobre desconstrução. Foi também onde Jacques Derrida publicou seu ensaio em memória de Paul DeMan, o qual muitos interpretaram como sendo uma defesa dos escritos antissemitas de DeMan durante a Segunda Guerra Mundial.